# Михальчевский, Дариуш
Дариуш То́маш Михальче́вский (пол. Dariusz Tomasz Michalczewski; 5 мая 1968, Гданьск, Польша) — польский боксёр-профессионал выступавший в полутяжелой и первой тяжёлой весовой категории. Чемпион мира в полутяжёлой (версия WBO, 1994—2003; версия WBA, 1997; версия IBF, 1997) и первой тяжелой (версия WBO, 1994—1995) весовых категориях. Победил 22 бойцов за титулы чемпиона мира в первом тяжёлом и полутяжелом весе.
Дариуш Михальчевский обладает рекордом по защите титулов в полутяжелом весе (он защитил титул WBO 24 раза).

## 1994—1999
Дебютировал в сентябре 1991 года.
В сентябре 1994 года Михальчевский победил по очкам чемпиона мира в полутяжелом весе по версии WBO Лионзера Барбера.
Промоутером Михальчевского являлся Клаус-Петер Коль, который устраивал бои только в Германии, и подбирал для поляка малоизвестных и слабых противников. Таким образом Михальчевский 9 лет просидел безвылазно в одной стране (был ещё 1 бой в родной Польше), защищая малопрестижный титул WBO.

### Объединительный бой с Вирджилом Хиллом
В июне 1997 года в Германии состоялся бой объединительный бой между чемпионами в полутяжелом весе — по версии WBO Даруишем Михальчевским и по версиям WBA и IBF Вирджилом Хиллом. Михальчевский победил по очкам. Вскоре он лишился престижных титулов WBA и IBF: IBF отобрала свой титул за отказ Михальчевского встречаться с обязательным претендентом Уильямом Гатри, а WBA отобрала свой титул и вовсе за то, что Михальчевский одновременно ещё владел непрестижным на тот момент поясом WBO.

### Бой с Монтеллом Гриффином
В августе 1999 года в Германии состоялся бой между Даруишем Михальчевским и бывшим чемпионом мира в полутяжёлом весе по версии WBC Монтеллом Гриффином. Гриффин вел по очкам. В 4-м раунде Гриффин пропустил несколько ударов и рефери прекратил поединок. Решение было спорным. Часть экспертов сочла остановку боя преждевременной.

### Трилогия против Грациано Роккиджани
10 августа 1996 года, Михалчевски вышел на ринг с немцем, Грациано Роккиджани. Роккиджани побеждал, и уверенно вёл по очкам. в 7-м раунде Михалчевски оживился, и начал прессинговать Роккиджани. К концу раунда боксёры вошли в клинч и когда рефери разнимал боксёров, Грациано ударил Дариуша мощным правым кроссом. Рефери сделал замечание Роккиджани. От полученого удара Михалчевски был очень потрясён и упал на настил ринга. Он не смог нормально подняться, и держаться на ногах. Учитывая обстоятельства, победу не присудили Роккиджани. Была зафиксирована техническая ничья. а позже результат был изменён на победу Михалчевски дисквалификацией Роккиджани.
15 апреля 2000 года, состоялся второй бой Роккиджани и Дариуша Михалчевски. Михалчевски доминировал в бою, и Роккиджани не вышел на 10-й раунд. В этом поединке Грациано впервые проиграл досрочно.
24 мая 2008 года, должен был состоятся третий бой Роккиджани и Михалчевски, но позже Грациано отказался от проведения боя.

### Возможный объединительный бой с Роем Джонсом
В период с 1999 по 2003 годы много говорилось о возможном бое между обладателем титула WBO в полутяжёлом весе осевшим в Германии поляком Дариушем Михальчевским и абсолютным чемпионом мира в том же весе Роем Джонсом. Команда Михальчевского настаивала на том, чтобы поединок прошёл в Германии. Рой Джонс боялся выступать за пределами США, так как опасался местных судей со времен Сеульской Олимпиады, на которой его засудили. Поэтому такое условие было для него неприемлемым. В то же время Михальчевский был малоизвестен в США, потому его бой в Джонсом собрал бы незначительную кассу. Поединок между Джонсом и Михальчевским так никогда и не состоялся.

## 2000—2005
В декабре 2001 года Михальчевский в 11-м раунде нокаутировал Ричарда Холла.
В сентябре 2002 года состоялся 2-й бой между Михальчевским и Ричардом Холлом. Поляк нокаутировал претендента в 10-м раунде.
В марте 2003 года Михальчевский в 9-м раунде нокаутировал Деррика Хармона.
В октябре 2003 года Дариуш Михальчевский встретился с мексиканцем Хулио Сесаром Гонсалесом. Гонсалес доминировал. По итогам 12-ти раундом судьи раздельным решением отдали победу мексиканцу.
В феврале 2005 года в Германии состоялся бой между Дариушем Михальчевским и Фабрисом Тьоззо. Француз превосходил соперника в количестве и точности ударов: в частности у него проходили точные удары вразрез. В середине 6-го раунде Тьоззо провел правый хук в голову, и поляк пошатнулся. Француз сразу же добавил ещё правый крюк в подбородок и вдогонку туда же левый хук. Михальчевский упал на канвас. Поляк поднялся на счёт 4. После возобновления поединка Тьоззо пробил ещё раз правый хук в голову. Михальчевский опять пошатнулся. Рефери сразу же прекратил поединок. Поляк дошёл до канатов и упал на них. Он был явно не в состоянии продолжать бой.